# Castel del Monte (Abruzos)
Castel del Monte é uma comuna italiana da região dos Abruzos, província de Áquila, com cerca de 528 habitantes. Estende-se por uma área de 58 km², tendo uma densidade populacional de 9 hab/km². Faz fronteira com Arsita (TE), Calascio, Castelli (TE), Farindola (PE), Ofena, Villa Celiera (PE), Villa Santa Lucia degli Abruzzi.
Em 2010 foi filmado nesta localidade O norte-americano, filme de suspense, interpretado por George Clooney (Fonte IMDB)

## Demografia
| Variação demográfica do município entre 1861 e 2011                               |
|                                                                                   |
| Fonte: Istituto Nazionale di Statistica (ISTAT) - Elaboração gráfica da Wikipedia |